# Beth (België)
Beth (Waals: Bè) is een gehucht in het Belgische Opont, een deelgemeente van Paliseul. Beth ligt in de provincie Luxemburg.
Deelgemeenten: Carlsbourg · Fays-les-Veneurs · Framont · Maissin · Nollevaux · Offagne · Opont · Paliseul

Overige kernen: Almache · Beth · Bour · Frêne · Launoy · Merny · Our · Plainevaux · Saint-Eloi

Belgische gemeenten · Arrondissement Neufchâteau · Luxemburg · Wallonië